# Mangosta ratllada
La mangosta ratllada (Mungos mungo) és una mangosta que es troba normalment al centre i l'est d'Àfrica.

## Descripció física
Es tracta d'una mangosta robusta amb un cap gros, orelles petites, extremitats curtes i musculoses i una cua molt llarga, que de fet arriba a tenir la mateixa llargada que la resta del cos. Els animals de les zones més humides són més grossos i de color més fosc que els animals de les regions seques. La part abdominal del cos és més grossa i més arrodonida que la zona de les mames. El seu pelatge és aspre, marró grisenc, i té diverses ratlles horitzontals al llarg de l'esquena que van del marró fosc al negre. Les extremitats i el musell són més foscos, mentre que el ventre és més clar que la resta del cos. Les potes tenen urpes llargues i fortes que els permeten cavar el terra.
Un individu adult pot arribar a tenir una llargada conjunta de cos i cap d'entre 30 i 45 centímetres, amb una longitud de la cua d'entre 15 i 30 centímetres, i un pes que varia entre 1,5 i 2,25 quilos.
No semblen mostrar cap mena de dimorfisme sexual. Les femelles, però, tenen tres parells de mamelles.

## Distribució i hàbitat
La mangosta ratllada es originària d'Àfrica i es distribueix des del Senegal i Gàmbia fins al nord-est d'Etiòpia. Així mateix també es pot trobar àmpliament distribuïda al sud-est d'Àfrica.
Tot i que es troba en gran proporció per la zona sud, rarament la trobarem a l'oest Africà, i es sospita que això sigui degut a la superposició del seu nínxol amb el d'una espècie propera, com és la Mangosta Gambiana (M. gambianus), que segueix una dieta semblant.
Aquest petit mamífer viu en biomes terrestres: sabanes obertes, boscos oberts i prats, especialment a prop de l'aigua, però també en matollars secs i espinosos. És una espècie comuna en zones on hi ha molts termiters, que els serveixen com a cau i aliment.
El desenvolupament de l'agricultura al continent africà ha tingut una influència positiva en el nombre d'individus de mangosta ratllada. Les collites de les terres de cultiu els ha proporcionat una font d'aliment addicional.

## Comportament social i reproducció

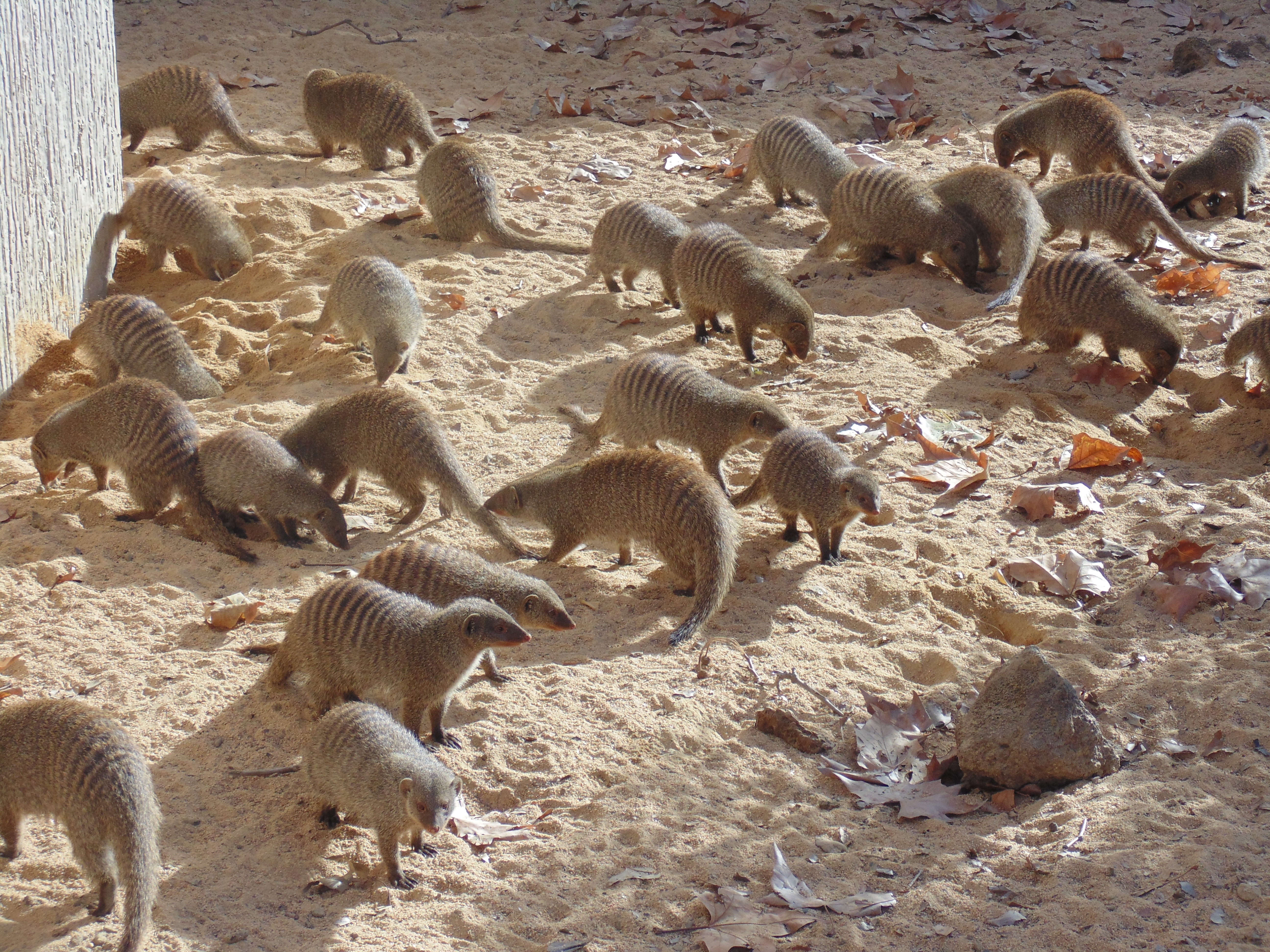
Grup de mangostes ratllades

La mangosta ratllada és estrictament diürna i viu en grups mixtos de 7 a 40 individus (amb una mitjana al voltant de 20 membres). Els membres dels grups dormen junts en caus subterranis, sovint termiters abandonats, i canvien de cau freqüentment (cada 2 o 3 dies). L'espècie és poc comuna entre els vertebrats cooperatius, ja que la majoria de femelles es reprodueixen en cada intent de reproducció. Totes les femelles adultes d'un grup entren en zel al voltant de 10 dies després de donar a llum, i són vigilades per entre 1 i 3 mascles dominants, amb els quals s'aparellen. La gestació és de 60 a 70 dies. Al voltant del 70% de les femelles adultes del grup porten a terme la gestació, i pareixen juntes en un cau subterrani. En la majoria dels intents de reproducció, les femelles donen a llum exactament en el mateix dia. Cada femella té de 2 a 5 cries per ventrada. Les cries romanen sota terra als caus durant les primeres quatre setmanes de vida, i són criades per entre 1 i 3 membres del grup, mentre la resta surt del cau per cercar aliment. Després de quatre setmanes, els cadells s'uneixen al grup en la cerca d'aliments. Cada cadell és cuidat per un adult "escorta", que l'ajuda a trobar aliment i el protegeix del perill. Els cadells esdevenen nutricionalment independents als tres mesos d'edat.
Quan no tenen refugi i se senten fortament amenaçats pels depredadors, com ara el gos salvatge africà, el grup forma una disposició compacta en la qual es col·loquen l'un al costat de l'altre amb el cap mirant cap a fora i cap amunt.
Tots els membres del mateix grup comparteixen la mateixa olor.

## Depressió endogàmica
A diferència d'altres mamífers, diversos estudis han demostrat que, en el cas de les mangostes ratllades, sí que s'han produït encreuaments entre individus relacionats, donant lloc a una reducció de l'aptitud dins d'aquesta població. Això es produeix per l'expressió d'al·lels recessius homozigots, donant lloc a una disminució en la progènie.

## Dieta
La dieta de la mangosta ratllada és principalment insectívora (tèrmits i larves de coleòpters), tot i que també mengen altres tipus d'invertebrats com quilòpodes; i fins i tot petits vertebrats com rèptils, serps i llangardaixos, petits ratolins i aus i els seus ous. La majoria de l'aliment l'obtenen cavant el terra amb les urpes. De vegades també mengen arrels i fruits. La mangosta ratllada cerca aliment en petits grups dispersos. Per mantenir-se en contacte fan servir una àmplia varietat de sons. Sovint ataca les cobres, mossegant-los el cap i matant-les.

## Dispersió
Les femelles adultes són desallotjades per la força del grup per les femelles més grans i, de vegades, pels mascles, quan el seu nombre creix excessivament. Quan aquestes femelles dispersades troben grups veïns, es poden unir a mascles subordinats per iniciar un nou grup.

## Relacions entre grups
Les relacions entre grups són molt agressives i de vegades alguns membres moren o són ferits en trobades entre diferents grups. No obstant això, les femelles reproductives sovint s'aparellen amb mascles d'altres grups enmig d'una baralla.
En alguns llocs (per exemple, Kenya) s'han trobat mangostes ratllades en estreta relació amb papions. Cerquen aliment junts i probablement gaudeixen de més seguretat com a grup més nombrós, perquè més ulls vigilen als depredadors. Les mangostes són protegides pels papions de totes les edats i no mostren por a aquest contacte.
La mangosta ratllada ha estat observada a Kenya i Uganda, traient les paparres i altres paràsits del facoquer africà. La mangosta obté aliment, mentre el facoquer és desparasitat.

## Conservació
La mangosta ratllada es troba protegida en moltes àrees del continent africà.
No és una espècie amenaçada tot i que sí que és comú consumir-ne la carn en algunes zones de l'Àfrica. La població, per tant, és estable i ampliàment estesa, tenint una densitat de problació d'aproximadament 3 individus/km² al Serengeti (Tanzània), d'uns 2,4 a Sud Àfrica, i presenta una densitat molt elevada que arriba als 18 individus per km² al Queen Elisabeth National Park a Uganda.